# Taishi Matsumoto
Taishi Matsumoto (松本 泰志, , Matsumoto Taishi), né le 22 août 1998 à Higashimatsuyama au Japon, est un footballeur japonais qui joue au poste de milieu défensif au Urawa Red Diamonds.

## Biographie

### En club
Né à Higashimatsuyama au Japon, Taishi Matsumoto commence le football au poste de défenseur central à l'école primaire, puis avec l'équipe de football du Lycée Shohei il joue comme milieu offensif ou attaquant.
Il rejoint officiellement le club de Sanfrecce Hiroshima en janvier 2017.
Matsumoto joue son premier match en professionnel le 3 mai 2017, lors d'une rencontre de coupe de la Ligue japonaise face au Cerezo Osaka. Il est titularisé et son équipe est battue par un but à zéro.
Le 20 août 2020, Matsumoto est prêté à l'Avispa Fukuoka.
Le 7 janvier 2021, Matsumoto est prêté au Cerezo Osaka,. Il se fait remarquer avec cette équipe le 6 juillet 2021 en inscrivant deux buts lors d'une rencontre de Ligue des champions de l'AFC face au Guangzhou FC. Il participe ainsi à la large victoire de son équipe (5-0). Le 26 juillet suivant est annoncé la fin de son prêt, et donc son retour au Sanfrecce Hiroshima.

### En sélection
Avec les moins de 23 ans, il participe aux Jeux asiatiques de 2018. Lors de cette compétition organisée en Indonésie, il joue sept matchs. Le Japon s'incline en finale face à la Corée du Sud, après prolongation. Il participe également avec cette équipe au championnat d'Asie des moins de 23 ans en janvier 2020, qui voit le Japon ne pas dépasser le premier tour.
Il est retenu par le sélectionneur de l'équipe nationale du Japon, Hajime Moriyasu, pour participer à la Copa América 2019. Lors de cette compétition organisée au Brésil, il doit se contenter du banc des remplaçants. Avec un bilan de deux nuls et une défaite, le Japon est éliminé dès le premier tour.

## Palmarès
Sanfrecce Hiroshima
- Coupe de la Ligue japonaise (1) :
  - Vainqueur : 2022.